# Rafel Ignasi Rubí Pocoví
Rafel Ignasi Rubí Pocoví va néixer a Montuïri el 21 de març de 1842.
Entrà al Seminari Conciliar de Palma el 8 de setembre de 1859. Va ser ordenat sacerdot a Ciutadella pel bisbe de Menorca Mateu Jaume el 22 de desembre de 1866, dient Missa Nova a Montuïri l'1 de gener de 1867 a 24 anys. Fou vicari d'Estellencs entre 1867 i 1874, i ecònom de Sineu entre 1874 i 1887. El dia 15 d'abril de 1887 entrà a la Parròquia de Manacor en qualitat de rector.
Començà  la construcció d'un nou temple a Manacor, Nostra Senyora dels Dolors (Manacor)  I, fundà la "Caja de Ahorros y Monte-Pío de Manacor". El rector Rubí va estar al capdavant de l'església manacorina durant 45 anys.
Mor el 21 de febrer de 1932.
Resum de dates biogràfiques publicades a la seva mort.